# Grünes Gewölbe

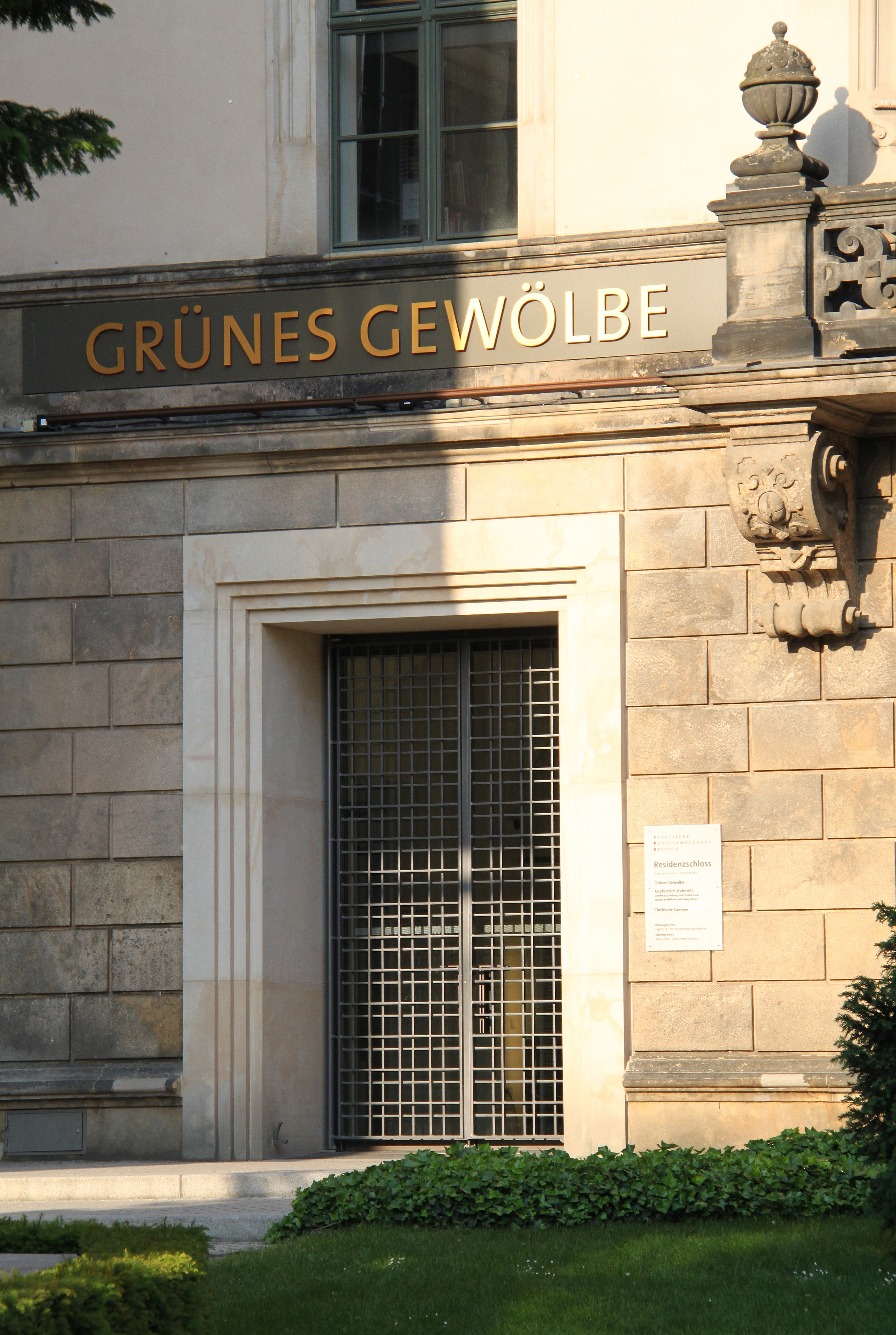
Grünes Gewölbe, Dresden

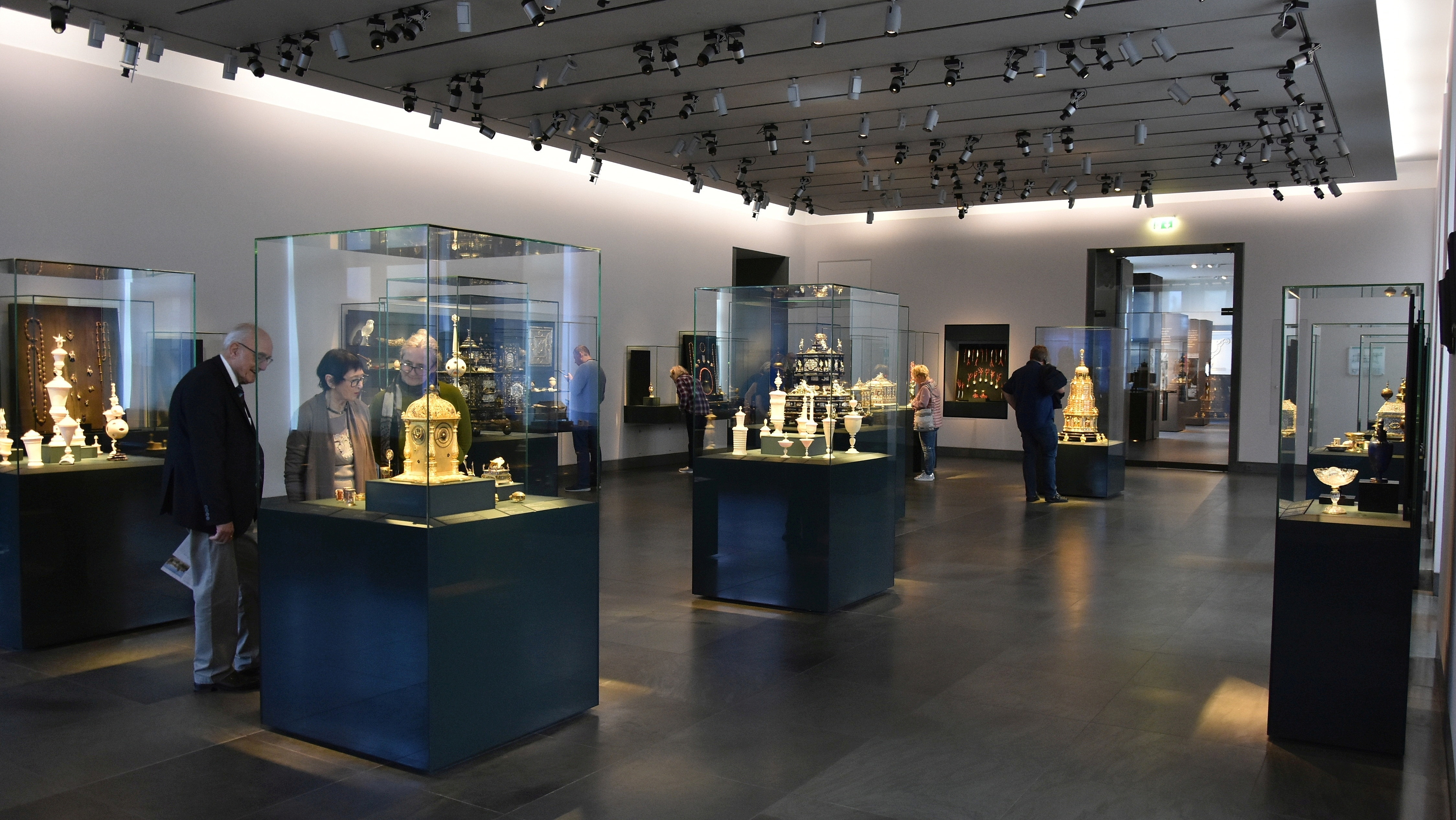
Een zaal in het Grünes Gewölbe

Het Grünes Gewölbe (Groene Gewelf) in de Duitse stad Dresden is de historische museumverzameling van de voormalige schatkamer van het huis Wettin, van de renaissance tot het classicisme. De naam van Europa's meest uitgebreide verzameling edelstenen is afgeleid van de vroeger malachietgroen geschilderde zuilvoeten en kapitelen in de oorspronkelijke gewelfde zalen. De collectiezalen zijn sinds 1724 opengesteld voor het publiek. Het Grünes Gewölbe behoort tot de Staatliche Kunstsammlungen Dresden (SKD). De collectie wordt tentoongesteld in het Historisches Grünes Gewölbe en het Neues Grünes Gewölbe, beide gelegen in het westelijke deel van het Residenzschloss Dresden.

## Stichting
Nadat hertog Maurits van Saksen in 1547 tot keurvorst was benoemd, liet hij aan de westkant van zijn woonpaleis een vleugel aanbouwen. Twee zalen die daarbij ontstonden en een grote zaal met een aangrenzende torenkamer kregen prachtige plafonds, waarvan de kapitelen en zuilvoeten malachietgroen werden geschilderd. Deze laatste gaf de vier zalen op de benedenverdieping, die men vanaf het einde van de 16e eeuw officieel 'Geheime Verwahrung' noemde, de gangbare naam Grünes Gewölbe. In die tijd gebruikte men het gewelf voor het veilig opbergen van kostbare voorwerpen en documenten en niet voor het tentoonstellen ervan aan het publiek. Stenen gewelven werden gekozen omdat zij een bijzondere bescherming boden tegen brand. Dankzij deze vooruitziende beslissing bleven deze schatten grotendeels bewaard.

## Uitbreiding onder August II van Polen
Tussen 1723 en 1730 richtte de Saksische keurvorst, en Poolse koning, Augustus II (de Sterke) een Wunderkammer in, bestaande uit negen zalen waar de bezoekers in een representatieve barokke architectuur de door hem en zijn dynastieke voorgangers verzamelde kunstvoorwerpen en zeldzaamheden konden bezichtigen. In 1727 liet August acht extra gewelven met muuropeningen toevoegen aan het oorspronkelijke Groene Gewelf. De architectuur van de schatkamers werd ontworpen door Matthäus Daniel Pöppelmann, de architect van de Zwinger in Dresden; de binnenhuisinrichting is van de hand van Raymond Leplat.

## 20e eeuw
Het Grünes Gewölbe bleef grotendeels ongewijzigd tot de 20e eeuw. Daarmee is het een van de oudste musea ter wereld, na het reeds in 1572-1583 opgerichte museumcomplex met het wapenarsenaal, het kunst- en rariteitenkabinet en de bibliotheek van aartshertog Ferdinand II op Schloss Ambras in Innsbruck. Bij het bombardement op Dresden, op 13 februari 1945, raakten drie van de negen zalen grotendeels verwoest. De kunstschatten waren al een paar jaar eerder naar de vesting Königstein overgebracht. Aan het einde van de Tweede Wereldoorlog werden zij naar de Sovjet-Unie getransporteerd maar in 1958, op last van de Sovjetregering, teruggebracht. Van 1959 tot begin 2004 was de verzameling van het Grünes Gewölbe tijdelijk te zien in het Albertinum in Dresden.

## Heropening in het Residenzschloss
Op 7 september 2004 vond de heropening plaats van het Neues Grünes Gewölbe in het Residenzschloss, met tien kamers op de eerste verdieping van de westelijke vleugel. Op 1 september 2006 werd het gerestaureerde en gereconstrueerde Historisches Grünes Gewölbe heropend op de benedenverdieping van de westelijke vleugel. De inrichting is gebaseerd op de bewaard gebleven inventarissen uit 1733. Meer dan 3000 voorwerpen keerden zo terug naar hun oude plaats. De restauratie van de historische muurbekleding kostte 13 miljoen euro, en de deelstaat Saksen gaf in totaal 45 miljoen euro uit aan het museum.

## Historisches Grünes Gewölbe
Het Historisches Grünes Gewölbe bevindt zich in de gewelfde vertrekken van het paleis; daardoor kan men de laatbarokke kunstwerken in hun oorspronkelijke ruimtes bezichtigen. Tussen gereconstrueerde renaissance- en barokzalen worden de ongeveer 3000 voorwerpen op consoles en vitrinetafels tentoongesteld.

## Neues Grünes Gewölbe
In tegenstelling tot het Historisches Grünes Gewölbe is het Neues Grünes Gewölbe opgezet als een modern schatkamermuseum, met sobere zalen zonder historische sfeer. In tien ruimtes met gordijnen wordt de collectie van bijna 1100 voorwerpen onder kunstlicht in 200 vitrines tentoongesteld. Ze staan chronologisch gerangschikt in vitrinekasten met verschillend gekleurde consoles, naargelang de stijlperiode. Naast de hofbeeldhouwer Balthasar Permoser zijn hier vooral kunstwerken van de hofgoudsmid Johann Melchior Dinglinger te zien.

## Inbraak
Op 25 november 2019 ontvreemdden inbrekers drie sets koninklijke juwelen uit het begin van de 18e eeuw. Elke set bevatte 37 items, bestaande uit diamanten, robijnen, smaragden en saffieren. Er werd geschat dat de gestolen juwelen een waarde hadden van maximaal 1 miljard euro (US $ 1,1 miljard). In december 2022 vond de Duitse politie een deel van de buit terug. In mei 2023 werden vijf jonge Duitsers veroordeeld tot celstraffen uiteenlopend van vier tot meer dan zes jaar.

## Galerij

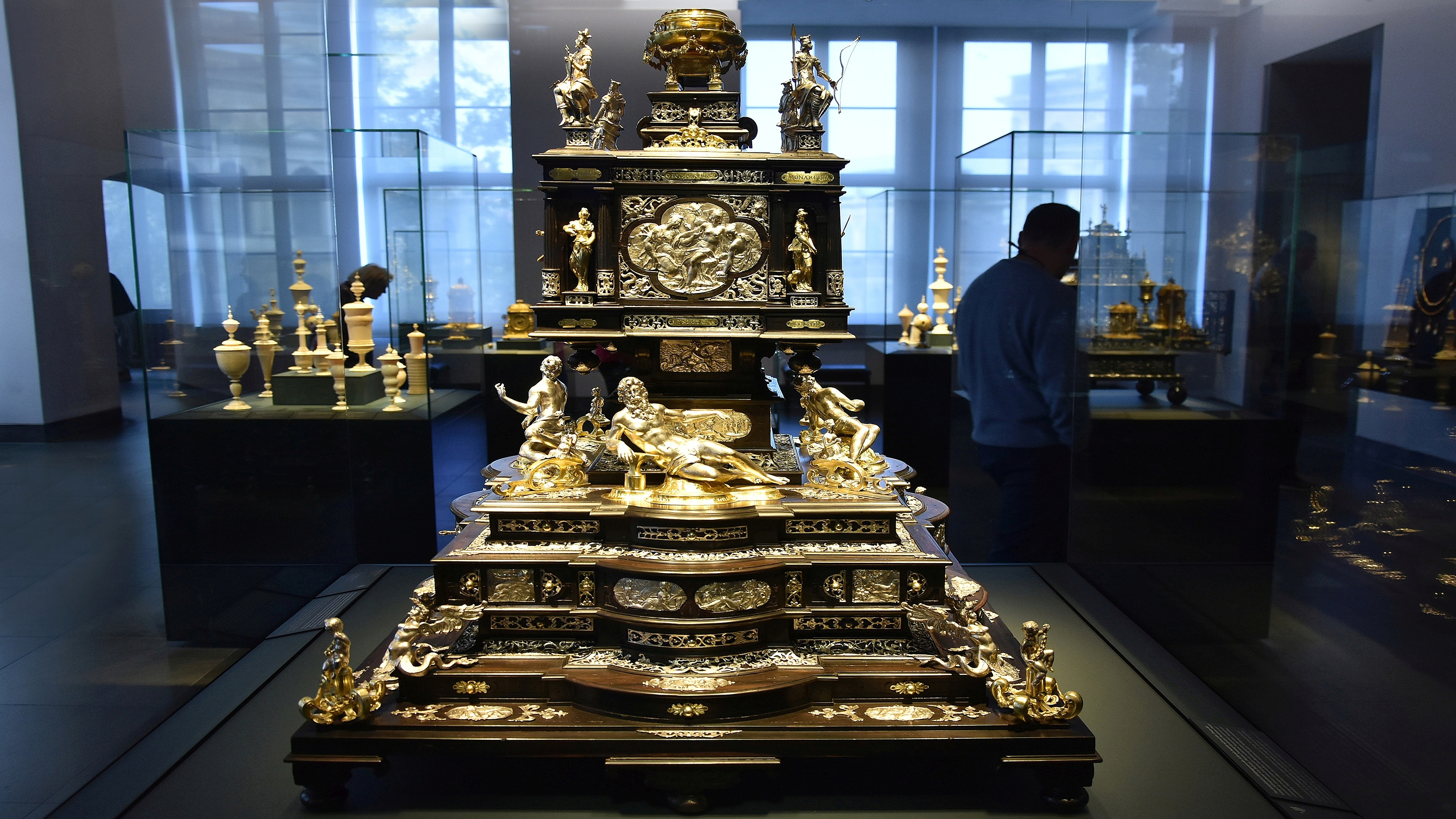
Kunstkamerkast door Hans Kellerthaler (1560-1611)
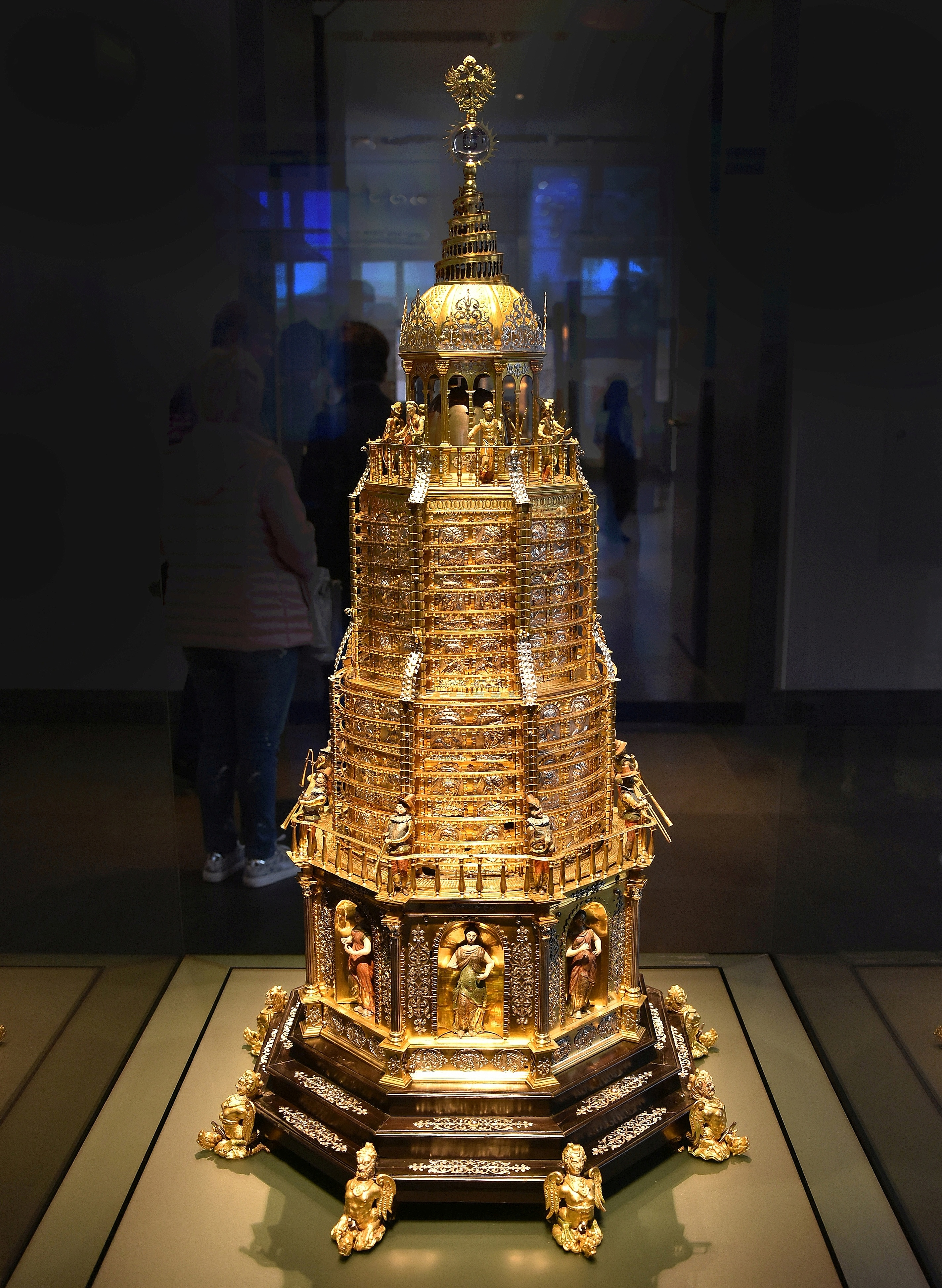
Rollendekogelklok door Hans Schlottheim (1547-1625)
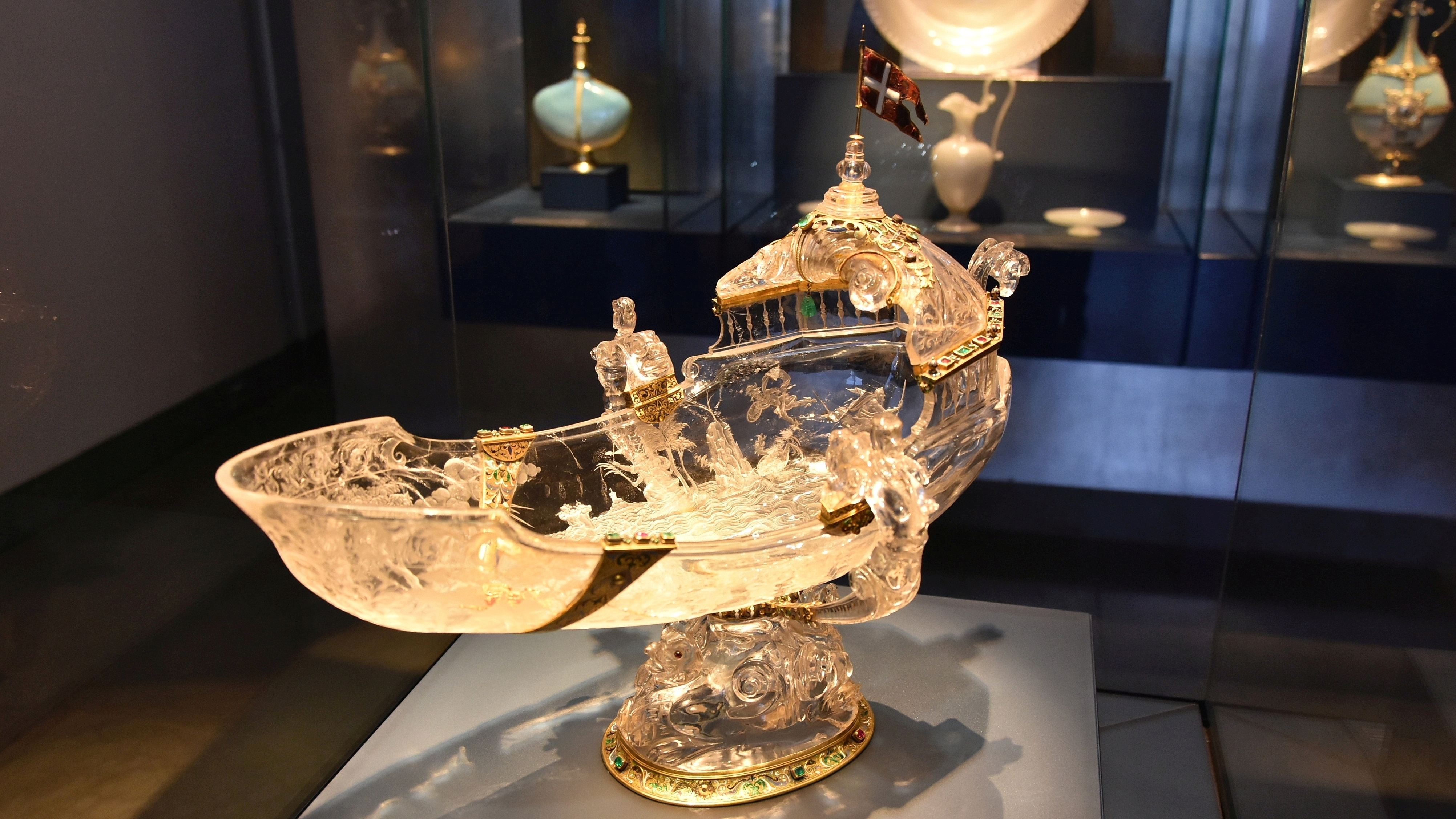
Galei uit bergkristal (16e eeuw Milaan)
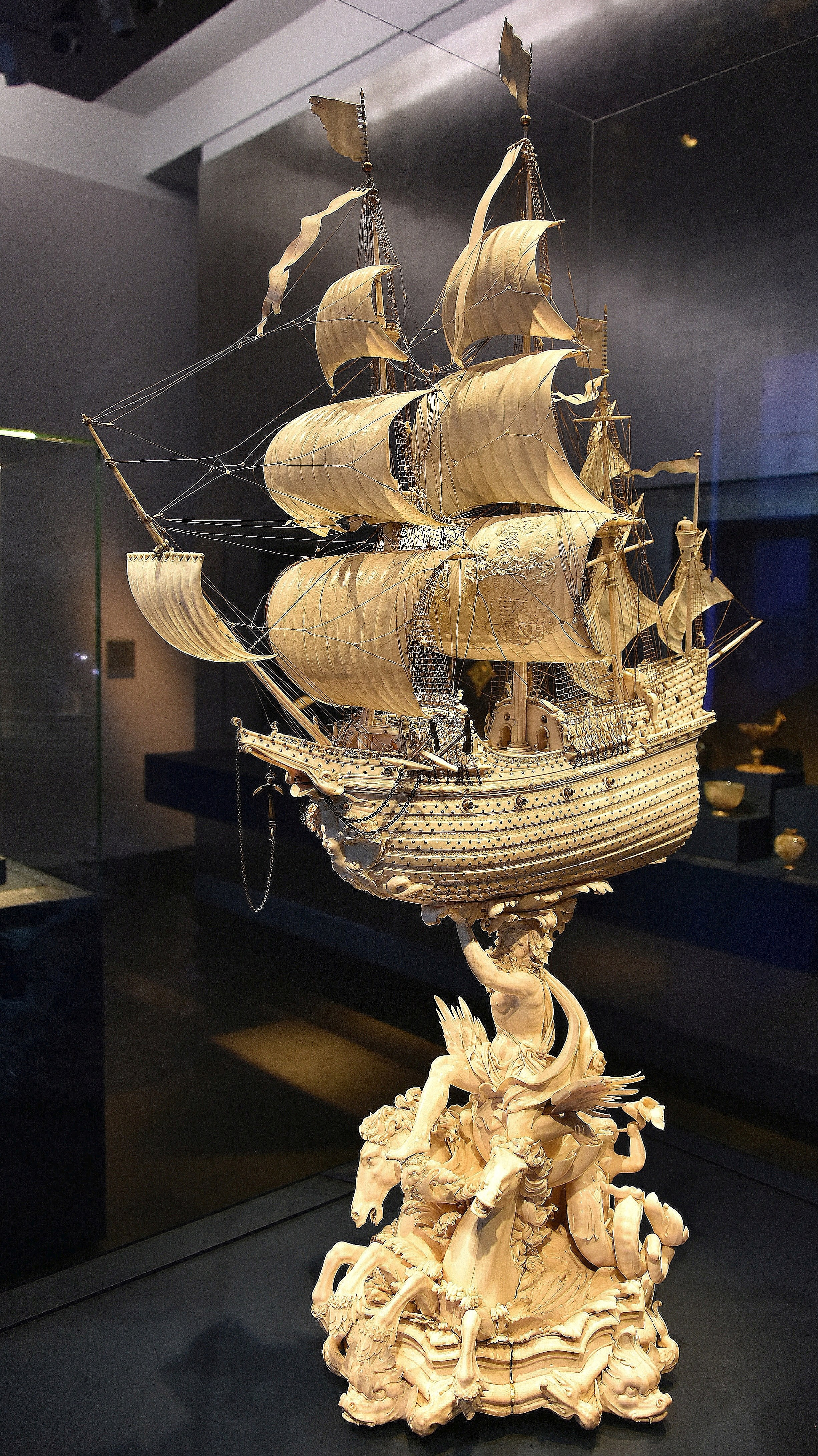
Ivoren fregat gedragen door Neptunus door Jakob Zeller (1581-1620)
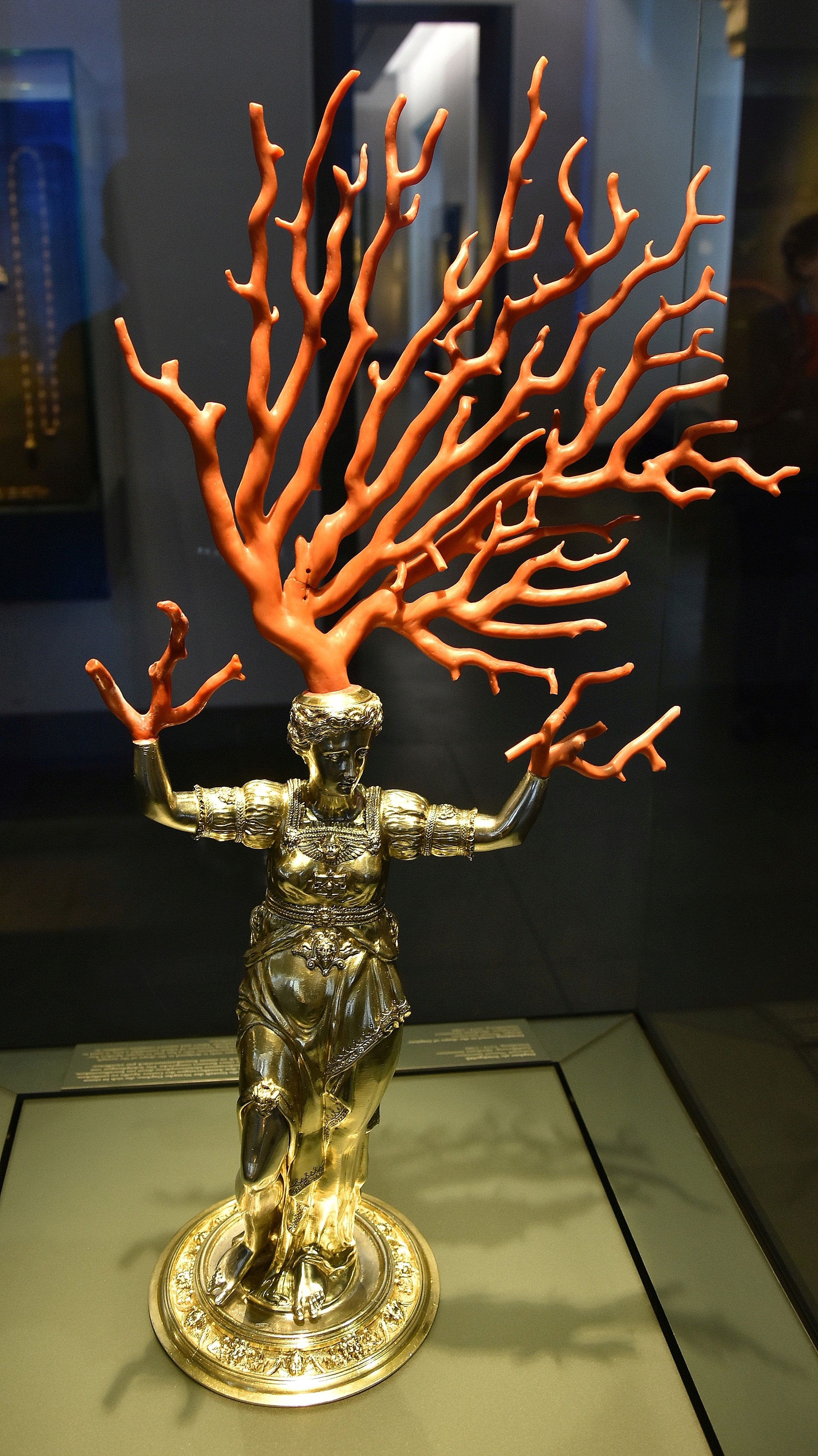
Drinkbeker in de vorm van Daphne door Werner en Abraham Jamnitzer (1579-1586)
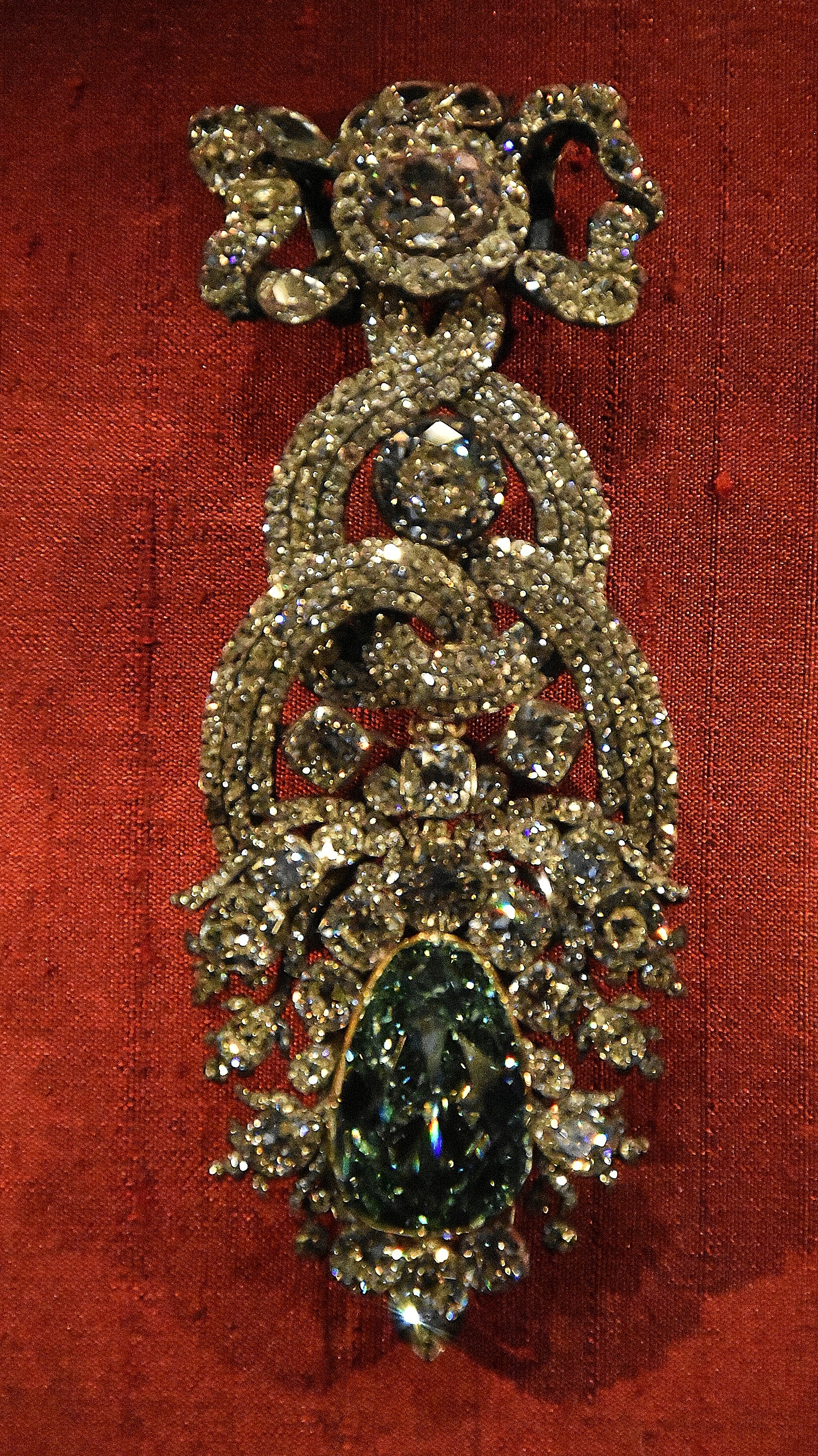
Groene diamant van Dresden
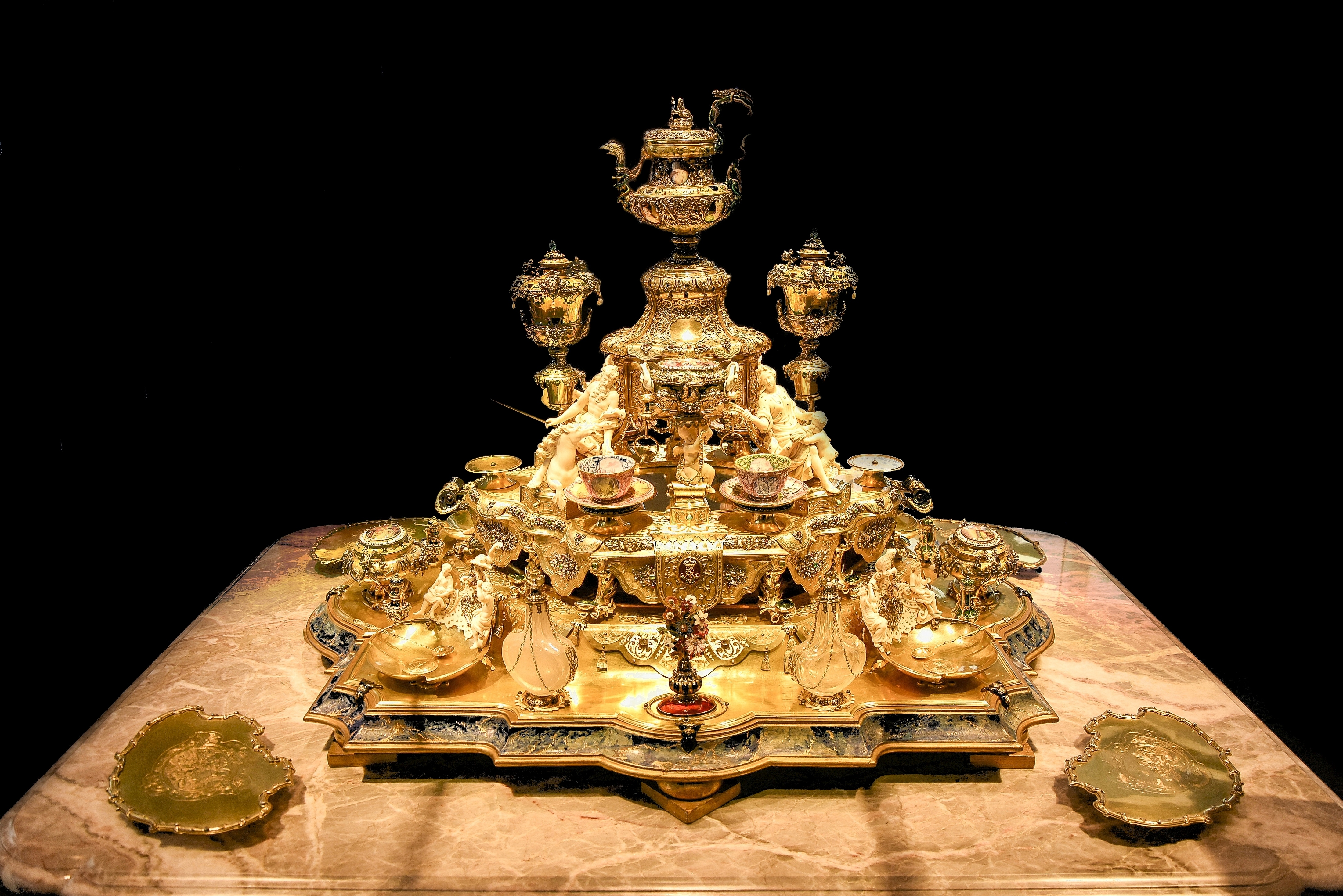
Gouden koffieservies door Johann Melchior Dinglinger (1664-1731)
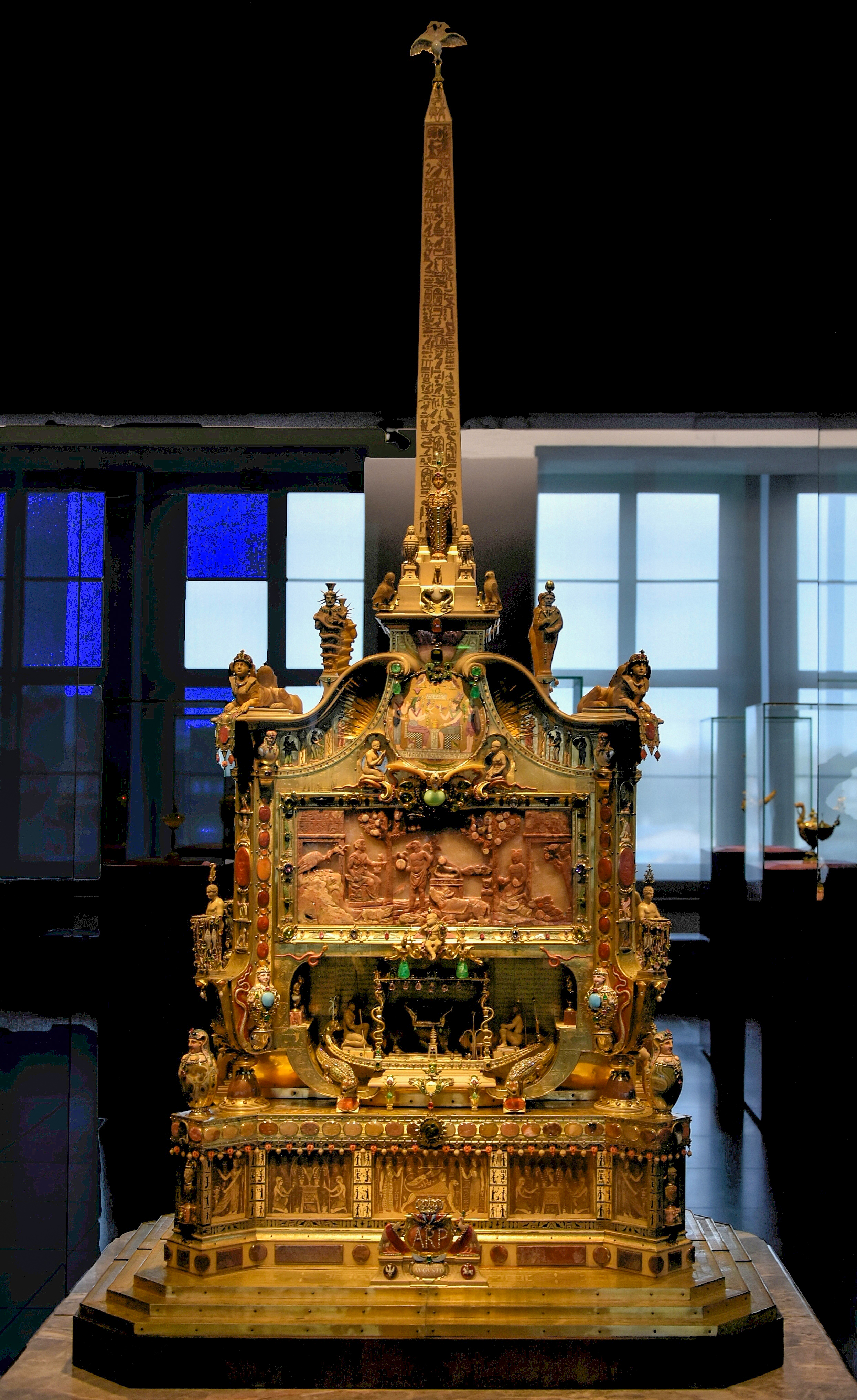
Apisaltaar door Johann Melchior Dinglinger
Troon van de grootmogul Aureng Zeb door Johann Melchior Dinglinger